# 기원전 53년

## 연호
- 전한(前漢) 감로(甘露) 원년

## 기년
- 전한(前漢) 선제(宣帝) 21년
- 신라(新羅) 혁거세 거서간(赫居世居西干) 5년

## 사건
- 갈리아 전쟁 6년: 로마의 율리우스 카이사르, 라인강을 건너 게르만족과 싸우고 갈리아의 에부로네스족을 진합
- 카르하이 전투에서 크라수스가 이끄는 로마군이 파르티아군에게 대패하다.

## 탄생
- 신라(新羅)의 초대 왕비(王妃) 알영부인(閼英夫人)[1]

## 참고 문헌
- 김부식 (1145). 〈권제1 혁거세 거서간 條〉. 《삼국사기》.